# ウェイ・シューカン
ウェイ・シューカンは、ニューヨークと東南アジアの黄金の三角地帯（ゴールデン・トライアングル）で麻薬を密売したとしてアメリカ合衆国とタイから指名手配されているミャンマー人である。
1988年にタイ当局の目を逃れた後、麻薬生産・密売などの犯罪で蓄えた富でいくつかの事業を立ち上げ、ミャンマーで大実業家となっている。彼はまたミャンマーのワ自治管区の軍事部門・ワ州連合軍（UWSA）の地方司令官でもあった。

## 生い立ち
ウェイ・シューカンは1946年に中華民国雲南省南部の中緬国境付近で生まれた（ただしアメリカ国務省の指名手配書では、生年月日は1952年5月29日となっている）。兄弟が7人、異母兄弟が2人いると言われており、そのうち7歳年上の兄のウェイ・シューロンと7歳年上の弟のウェイ・シューインはウェイ・シューカンともに麻薬生産・密売に携わっていた。魏学龍は慢性腎臓病を患っていると言われており、ワ州連合党（UWSA）/ワ州連合軍（UWSA）の設立に関わった後、数年のうちに姿を消した。魏学雪は不器用な性格と言われており、2007年6月、銃で自分の足を撃って自殺した。
兄弟の父、ウェイ・ザンはアヘン農家で、中国国民党軍の兵士だった。1949年、国共内戦に敗れ、国民党の残党が国境を越えてにミャンマーに撤退すると、ウェイの家族もワ丘陵地帯のヴィングン（Ving Ngun、シャン語: ဝဵင်းငိုၼ်း、現在のワ州モンマオ県インパン区）に移住した。ウェイ兄弟はそこで育ち、中国語、ワ語、シャン語を話せるようになった。
当時、ワ丘陵地帯では国民党の兵士たちや他のさまざまな民兵たちがケシ栽培とアヘン生産・密売に携わって莫大な利益を上げており、魏兄弟もすぐにその輪の中に入った。当時、アメリカ中央情報局（CIA）が国民党を支援しており、CIAはアヘン密売人をスパイとして利用していたので、ウェイ・シューカンはそのスパイネットワークの中にも入った。ただし魏が興味あったのはビジネスだけで、政治には興味がなかった。かつて彼は「政治は愚か者のすることだ」と言い放ったことがあるのだという。

## クン・サ、そしてワ州連合軍へ

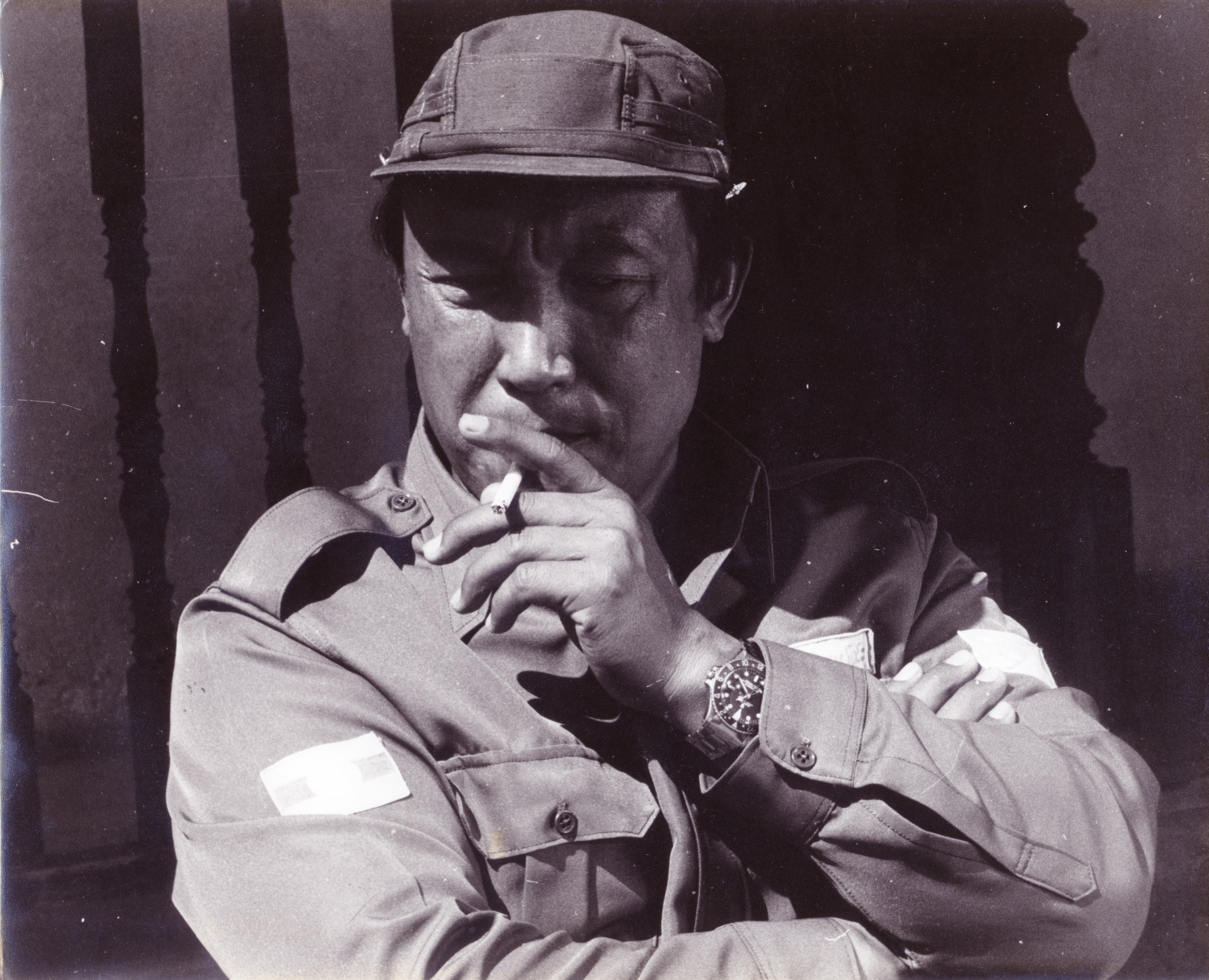
クン・サ

1972年、ビルマ共産党にがヴィンガンを占領すると、ウェイ兄弟は、ヴィングンの国軍傘下の民兵組織、Ka Kwe Ye（KKY、防衛隊）の司令官だったマハサンとともに、泰緬国境に逃れた。ウェイ・シューカンはそこで「麻薬王」クン・サの知遇を得、当時のクン・サの軍隊だったシャン連合軍（SUA）の財務顧問となった。その間、台湾、西ドイツ、その他の国々を広く旅行して見聞を広め、タイでの人脈を通じてタイ国籍を取得し、海外旅行の際にはタイのパスポートを使用するようになった。
彼のタイのパスポート名はプラシット・チウィニティパンヤ（Prasit Chiwinitipanya）、時にはチャーンチャイ・チウィニティパンヤ（Charnchai ChiwinitiPanya）で、同じくタイ国籍を取得した兄のウェイ・シューロンはアピチャート・チウィンプラパスリ（Apichart Chiwinparapasri）、弟の魏学賢はパイロット・サミール・ジェイヌーク（Pairot Sameur Jayneuk）という。またウェイ・シューカンは「輝くダイヤモンド」という意味の「セインウィン」というミャンマー名も持っており、ミャンマーのパスポートも持っていると思われる。
しかしその後、ウェイはクン・サと仲違いして投獄され、警備員に賄賂を支払って脱獄、1982年から1983年まで台湾に逃れた。その後、再び泰緬国境地帯に戻って自身の麻薬帝国を築くが、自身の軍隊を持っていなかったため、マハサンのワ民族機構（WNO）/ワ民族軍（WNA）、その分派であるワ民族評議会（WNC）に設立資金を出して、自身の軍隊とした。
1988年11月、ウェイ・シューカンは、670kgのヘロイン密売に関わった罪でタイ当局に逮捕され、終身刑を言い渡された。しかし、タイの裁判官が不可解な状況下で保釈を認め、これを奇貨として国境を越えてミャンマーへ逃亡。タイ当局は激怒し、1990年10月、控訴裁判所は最初の判決を覆して、魏に死刑を宣告した。
1989年、ビルマ共産党が崩壊して、故郷のワ丘陵地帯にワ州連合軍（UWSA）という強力な軍隊が出現すると、WNCはUWSAに吸収される形で合併し、ウェイもUWSAの設立者の1人となった。こうして北部のワ族と南部のワ族が繋がり、1996年にクン・サが政府に降伏して北部が南部を事実上併合し、シャン州第2特区としてますますその統一が強化されたことにより、ワ丘陵地帯で栽培したアヘン、もしくは精製したヘロインを泰緬国境にある南部に運んでタイへ流す麻薬取引がスムーズになり、UWSAはヘロインを大幅に増産、巨万の富を得るようになった。無論、ウェイ・シューカン自身も巨万の富を築き上げ、1996年にはUWSAの政治部門・UWSPの中央委員会メンバーに選出され、ワ州南部に設置された第171軍管区の司令官となった。魏はUWSAの商業・財務部門の実質的責任者となった。

## 麻薬王へ

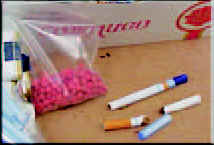
ヤーバー

しかし1990年代半ば、中国へ流入するヘロインの量が激増して、UWSA幹部が度々中国当局に呼び出され、警告を受けるようになったこと、また国際ヘロイン市場で、コロンビア産やアフガニスタン産ヘロインと競合するようになったことにより、UWSAはヘロイン・ビジネスからの転換を迫られ、新たにメタンフェタミンに目を付けた。
ゴールデン・トライアングルで初めてメタンフェタミンを製造したのはクン・サと言われているが、1998年頃、「タイの麻薬王」と呼ばれたバン・ロン（Bang Ron）がウェイ・シューカンの元を訪れ、タイでは俗にヤーバーと呼ばれていた製造と流通に必要なノウハウをもたらし、ワ州南部のモンヤン拠点にして共同でヤーバーの生産に乗り出した。効果はすぐに現れ、ヤーバーは今までヘロインには手を出さなかった若者、労働者、トラック運転手、パーティー通いの上流階級にまで広まり、前例のない規模の麻薬中毒者を生み出した。タイだけではなく、インド北東部、バングラデシュにまで広まっていった。そしてそれは、またしてもUWSAとウェイ・シューカンに巨万の富をもたらすのと同義だった。
泰緬国境にはヤーバーの売人も製造業者も無数にいるが、彼らは全員、ウェイ・シューカンと協力しなければならなかった。なぜならウェイだけが、前駆化学物質から作られ、精製すれば「アイス」、つまり結晶化したメタンフェタミンになる特定の白い粉を製造できる化学者を抱えているからである。製造業者は、ヤーバーの錠剤を作るために魏から原材料を購入しなければならなかった。
しかし、タイ当局や、カリフォルニアのタイ人コミュニティや、アメリカに移住したラオスのモン族難民の間でヤーバーの流行が見られたアメリカ当局もこれを問題視し、ウェイ・シューカンはアメリカとタイの双方から追われる身となった。1999年、アメリカ当局は魏学剛の逮捕に200万＄の懸賞金を出すと発表し、2001年にはタイ当局からタイ国籍を剥奪され、230万＄相当の資産を没収された。2000年6月には、いわゆる「麻薬王指定法（Foreign Narcotics Designation Kingpin Act）」に基づき、魏学剛はアメリカから「麻薬王」に指定された最初の人物の1人になった。

## 地下活動へ
そして2005年1月25日、ニューヨーク州東部地区の検事と麻薬取締局 (DEA) ニューヨーク現地局特別捜査官が、麻薬密売関連の罪でUWSAの幹部8人を起訴した。起訴されたのはパオ・ユーチャンらパオ四兄弟とウェイ・シューカンを含むウェイ三兄弟、そしてパオ四兄弟とは血縁関係のないもう1人のパオ・パオ・ヒューチャンだった。

起訴状には次のように述べられていた。
被告らはUWSAを通じて、UWSA支配地域におけるアヘンの栽培、収集、輸送に関するすべての意思決定をコントロールしている。これには麻薬輸送と麻薬精製所への課税、そして高額な麻薬収益の徴収が含まれる。その見返りとして、被告らとUWSAはワ支配地域のヘロインとメタンフェタミンのラボ、およびビルマ東部からタイ、中国、ラオスへヘロインとメタンフェタミンを密輸する麻薬キャラバンの警備を担当しており、そこから独立ブローカーがアジア、ヨーロッパ、アメリカの国際流通組織に輸送物を密輸している…
この起訴状によりUWSAに激震が走り、2005年6月、UWSAは、ワ州全域を麻薬禁止地域とし、アヘンの栽培、ヘロインおよびメタンフェタミンの製造、取引、密売を全面禁止すると発表した。その翌年、2006年7月4日、ウェイ・シューカンはUWSPの財務部長に任命されたが、わずか1年半、2007年12月下旬に辞職した。後継は財務には明るくないと言われているパオ・ユーチャンの弟・パオ・ヨウリャン。これはヤーバービジネスが危機に瀕し、ウェイにワ州の将来を託したものの、「麻薬王」と呼ばれている人物を公職に就かせるのはまずいと判断して、表向き身を引かせたものと言われている。つまり、その後もUWSAの財政・商業部門を担っていたのは、ウェイ・シューカンだった。。
その後もミャンマーではヤーバーの生産が拡大し続け、無論、魏学剛もヤーバーを作り続けた。ウェイがUWSPの役職を解かれたのと同時期、2006年10月、魏が3トンのヘロインを精製してインドと中国に密輸したという情報が流れた。

## ビジネス
ウェイ・シューカンはリスク分散のために、早くから麻薬ビジネスの分散化、またビジネスそのものの分散化を図っていた。

### 非合法ビジネスの多角化
1999年8月14日、ウェイ・シューカンは、カレン民族同盟（KNU）を脱退して、当時カレン州で最大の武装組織となっていた民主カレン仏教徒軍（DKBA）の根拠地・ミャワディに乗り込んだ。60代のトラックの列を率い、300人～350人のUWSAの部隊が護衛を務めていたのだという。その地域の国軍の部隊は「雨による被害」を理由に、すべての道を通行止めにして、トラックの車列を人目に付かないように配慮した。ミャワディでは、ウェイは事務所としてその地域の軍情報部の敷地内にある2階建ての建物を充てがわれ、「ワ平和部隊（War Peace Troops）」を掲げた。ミャワディでの魏の目的はDKBAの財政強化だったが、果たしてその2ヶ月後、タイの『バンコクポスト』がミャワディ近くの泰緬国境地帯に3～4つのヤーバーを製造するラボが建設されたと報じた。
2003年には、当時のタイ首相・タクシン・シナワットの麻薬撲滅戦争を受けて、泰緬国境にあるヤーバーのラボをラオスのボーケーオ県に移設した。2008年にはラオスのルアンパバーン県またはポンサーリー県にも、、少なくとも1台の錠剤圧縮機が備えられ、1日あたり約20万錠を生産できるラボを設立したと報じられ、これは、当時、経済成長しつつあったベトナム向けのヤーバーの製造を始めたと指摘された。同時期にはエクスタシーの製造にも取組でいるとも報じられた。
また2000年代初頭、インドのマニプル州に隣接する印緬国境のミャンマー側の町・タムーでUWSAの部隊が目撃され、その後、マニプル州でヤーバーの流入が増加した。2008年6月24日には、インド北東部の地元紙『センチネル紙』が、UWSAが「北東部への中国兵器の密輸で主要な役割を果たしている」と報じた。兵器には中国製のカラシニコフ銃やその他の自動小銃、半自動小銃が含まれており、インド北東部には、ナガランド民族社会主義評議会（NSCN）やアッサム統一解放戦線などの反政府武装勢力が跋扈しているため、銃や麻薬の需要は十分にあった。

### ホンパン・グループ
ウェイ・シューカンは、麻薬や兵器の密輸のような非合法ビジネスだけではなく、多くの合法ビジネスも手掛けている。
1998年には中国語で「繁栄した国」を意味するホンパン（Hong Pang）・グループという企業グループを設立した。2001年9月のヤンゴンの週刊ニュース紙『ミャンマー・タイムズ』によると、ホンパンはタチレクに本社を置く多角経営のグループで、グループ企業には、ホンパングループ、ホンパン・カンパニー、ホンパン輸出入会社、ホンパン総合貿易会社、ホンパン電線ケーブル会社、ホンパン電気工業有限会社、ホンパン農業有限会社、ホンパン繊維有限会社、ホンパン宝石宝飾会社、ホンパンガス・ライター有限会社、ホンパン建設有限会社などがあり、傘下にはさらに30ほどの子会社があって、クン・サの前の「麻薬王」ロー・シンハンが設立したアジア・ワールドに次ぐミャンマー最大の複合企業とされている。
ホンパン建設有限会社は、タチレク～ケントゥン間の道路の舗装工事の政府契約受注し、ホンパンガス・ライターはザガイン地方域のガスライター工場に権益を持っており、ホンパン宝石宝飾会社は、カチン州パカンの翡翠鉱山地帯、モゴックとモンスーのルビー鉱山の採掘権を有している。2004年、中国の雑誌が、魏の鉱山の労働者はより一生懸命働くようヤーバーを与えられ、盗難を防ぐために裸で働くよう指示されていると報じた。
これらの事業の原資は無論、麻薬ビジネスから得たもので、合法ビジネスがマネーロンダリングに利用されている可能性が高い。またこれらの事業は魏の代理人によって運営されており、何か問題が生じても、ウェイのところには司直の手が伸びないようになっている。1993年3月、ある西側諸国の麻薬捜査官は「これは現在東南アジア最大のマネーロンダリング組織だ」と評した。

### 慈善事業
ウェイ・シューカンは、パンカンの高校建設に1億バーツ（232万＄）以上、中学校の図書館建設に100万元（12万＄）以上を寄付するなど、ワ州で多額の寄付をしており、地元では慈善事業家として大変評判が良い。現在は麻薬ビジネスには携わっておらず、むしろ過去を贖罪して麻薬撲滅に熱心な人物とさえ、見なされている。

## 私生活
ウェイ・シューカンは、クン・サと違って人前に出るのを嫌い、外部の人間のインタビューに１度も応じたことがないので、その私生活は謎に包まれいる。出回っている写真も1980年にタイで撮影されたもの、1988年11月にタイで逮捕された時の写真の2枚しかない。
パンカンから西へ6㎞のナロート（Nalawt)という小さな村にある宮殿のような邸宅に住んでおり、総工費総費用は2億中国人民元、約3,000万＄と見積もられている。邸宅は厚いコンクリートの壁で囲まれ、トンネル、地下居住区、防空壕を備えており、ロシア製カラシニコフ銃、アメリカ製M-16ライフルで武装した150～200人の部隊が常駐していて、彼ら用の兵舎も敷地内にある。ウェイ・シューカンは他にもモンラーとパオ・ユーチャンの故郷・クウィンマ（Hkwin Ma）にも小さな住居を所有し、サルウィン川の西、国軍駐屯地タンヤンの東10kmにあるタウニウ・ナムパテブ（Tawniu-Nam Pateb）という町ににオレンジ果樹園付きの家を有している。2001年にこの果樹園を作った時は、現地の国軍地方司令官が、人々を立ち退かせて土地を没収し、2,000エーカーの土地を魏のホンパン社のために区分けした。
ウェイは人前には滅多に出ず、これらの拠点からスマホで部下に指示を出して事業を運営しており、仲間から「遠隔操作」というあだ名をつけられている。カメラを恐れて公の集まりを避け、毒殺されるのを恐れて自分で料理をしている。外出する時は、少なくとも100人の私設警備隊員に護衛させている。偵察ドローンに追われていると信じ込んでおり、1度の外出で何度も車を乗り換える。ほとんどの時間を邸宅の中で過ごしており、酒も煙草も麻薬も女遊びもせず、夜は読書をしたり、テレビやDVDで映画を観たして過ごす。夜明け前に寝ることはめったになく、太陽の光を恐れており、常に首までジッパーを締めた迷彩柄の作業着を着用している。
残忍な一面もあり、1998年1月7日、サイ・パオ（Sai Pao）というタイ在住のワ族の要人が、マハサンの娘の結婚式に出席するためチェンマイの高級ホテルに滞在してたところ、ホテルの外で銃撃され死亡した。犯人はバイクに乗っており、警察の制服を着ていた。この事件は、ウェイ・シューカンがタイ北部の子飼いの警察官に支持して殺し屋を雇わせたと言われている。ウェイとサイ・パオは以前は仕事仲間だったが、サイ・パオがヤーパーの値段を1錠あたり1～2バーツ値下げしたことに、ウェイが不満を抱いていたことが理由なのだという。
また元大統領のテインセインとは親しく、当時、国軍のゴールデン・トライアングル地方司令官だったテインセインは、2001年5月9日もモンラーで地元有力者たちを前にした演説で、「私はモントンとモンサッに2週間滞在した。ワ族のウー・魏学剛とウー・パオ・ユーチャンは本当の友人だ」と語った。テインセインが大統領になった後、停戦合意を結ぶために各少数民族武装勢力と交渉をしていた際、ワ州代表として彼と交渉に当たったのは、ウー・セインウィンというミャンマー名を名乗る魏学剛だった。